# Jean Laquintinie
Jean Laquintinie (né le 26 septembre 1909 à Orléans (Loiret), mort le 5 mars 1941 à Yaoundé (Cameroun), est un médecin militaire, officier du corps de santé des troupes coloniales françaises, Compagnon de la Libération (à titre posthume par décret du 13 mai 1941) en raison de son action dans la France libre.

## Jeunesse et formation
Jean Laquintinie entre à l'École du Service de santé militaire de Lyon en octobre 1929. En 1934 il rejoint l’École d'application du service de santé des troupes coloniales à Marseille. En février 1936, il part pour le Cameroun comme médecin lieutenant en équipe mobile où il est affecté près de Yaoundé. Il rentre en France en 1938 et termine sa formation chirurgicale.

## Seconde Guerre mondiale
À la déclaration de guerre, Jean Laquintinie sert dans l'armée des Alpes. En janvier 1940, il repart pour le Cameroun et est affecté comme médecin chef à l'hôpital indigène de Douala. Ayant entendu l'appel du 18 juin, il décide de poursuivre la lutte. Dans la nuit du 26 au 27 août 1940, l’envoyé du général de Gaulle, un certain lieutenant-colonel Leclerc, arrivait en pirogue et débarquait sur le quai du Wouri à Douala. Il était immédiatement accueilli par un Comité Français Libre dans la demeure de l’un d’eux, comité composé de civils et de militaires, dont Jean Laquintinie. Affecté au 1er régiment de tirailleurs du Cameroun, il prend part à la campagne du Gabon jusqu'au 15 novembre 1940.
En décembre 1940, alors qu’il est en permission, il est rappelé par Leclerc pour participer aux opérations de Libye. Il devient le médecin-chef de la colonne Leclerc. Le 15 février 1941, le médecin-capitaine Laquintinie rejoint donc la « colonne » déjà en marche vers le nord depuis dix jours. Le 18 février, c'est le premier engagement contre la compagnie saharienne italienne qui couvre les abords de Koufra. Laquintinie soigne, opère, réconforte. Au soir du deuxième jour, les Italiens battent en retraite dans le désert et sont poursuivis sur 150 km. La cuvette de l'oasis, le terrain d'aviation et le village indigène sont occupés. Reste à conquérir El Taj, le point fort que défend un bataillon et où flotte toujours le drapeau italien. Pendant les dix jours du siège, le docteur Laquintinie demeure sans faiblir à la tâche. Pourtant, le paludisme dont il souffre et qu'il a toujours traité par le mépris l'a repris. De plus, en opérant dans ces conditions précaires, il s'est piqué à la main. Le lendemain, une septicémie se déclenche, la fièvre le tourmente, dans cette chaleur accablante qui écrase les combattants. Il refuse de se laisser évacuer. Le 25, le drapeau italien disparaît, le 1er mars El Taj se rend. C'est alors que Leclerc, face à ses hommes figés au garde-à-vous, prononce le serment de Koufra. Laquintinie accepte maintenant d'être ramené au Cameroun. Trois jours plus tard, le 4 mars, il est de retour à Yaoundé. Malgré une amputation du bras, il est trop tard : la fièvre qui terrasse le chirurgien de Koufra n'est pas due au seul paludisme, mais à la septicémie qu'il a contractée en opérant. Il meurt le 5 mars 1941.
Il est inhumé à Châteauneuf-sur-Charente en Charente.

## Hommage et décorations
- Chevalier de la Légion d'honneur
- Compagnon de la Libération par décret du 13 mai 1941
- Croix de guerre 1939–1945, palme de bronze

L'hôpital indigène de Douala créé en 1931, prend dans les années 1950 le nom d'Hôpital Laquintinie.